# Louis Betts
Pour les articles homonymes, voir Betts.
Louis Betts, né le 5 octobre 1873 à Little Rock dans l'état de l'Arkansas et décédé le 13 août 1961 à Bronxville dans l'état de New York aux États-Unis, est un peintre américain, connu pour ces nombreux portraits des personnalités des villes de Chicago et New York.

## Biographie
Louis Betts naît à Little Rock dans l'état de l'Arkansas en 1873. Enfant, il déménage avec sa famille à Chicago dans l'Illinois. Fils du peintre Edwin Daniel Betts Sr, il commence à étudier la peinture auprès de son père avant de fréquenter l'Art Institute of Chicago puis la Pennsylvania Academy of the Fine Arts de 1894 à 1895 auprès du peintre William Merritt Chase.
Il revient à Chicago ou il travaille comme peintre portraitiste et illustrateur. En 1903, il reçoit la bourse Cresson (en) ce qui lui permet de voyager durant deux années en Europe. Il séjourne à Haarlem aux Pays-Bas, ou il observe notamment les œuvres du peintre Frans Hals, à Paris, ou il loue une étude dans le quartier latin, à Londres, ou il retrouve son ami Chase, et en Espagne, ou il découvre les tableaux du peintre Diego Vélasquez. En 1906, il retourne à Chicago, fréquentant les artistes du Tree Studio Building and Annexes (en) et peignant notamment les côtes californiennes et de nombreux portraits. 
En 1910, il s'installe à New York, où il passera le reste de sa vie. Il séjourne au sein de la colonie artistique d'Old Lyme durant plusieurs étés et évolue vers l'impressionnisme. Il est élu à l'académie américaine des arts et des lettres en 1912 et à l'académie américaine des beaux-arts en 1915. De 1933 à 1935, il est le président du Salmagundi Club.
Au cours de sa carrière, il a notamment peint les portraits du romancier Booth Tarkington, de l'historien et critique d'art Royal Cortissoz (en), des hommes d'affaires et philanthropes Martin A. Ryerson (et de son épouse), Frank W. Gunsaulus (en) et William O. Goodman (en), des médecins Charles Horace Mayo et William James Mayo, du sénateur James Hamilton Lewis, du magnat de l'automobile John Francis Dodge et de sa femme Matilda Dodge Wilson, des peintres George Gardner Symons (en) et Frederic Whitaker (en) et du directeur de l'Art Institute of Chicago William Merchant Richardson French (en).
Il décède à Bronxville dans l'état de New York en 1961.
Ces œuvres sont notamment visibles ou conservées à l'Art Institute of Chicago, au musée d'Art d'Indianapolis, au Morris Museum of Art (en) d'Augusta, au Richmond Art Museum (en) de Richmond et au Smithsonian American Art Museum de Washington.

## Œuvres

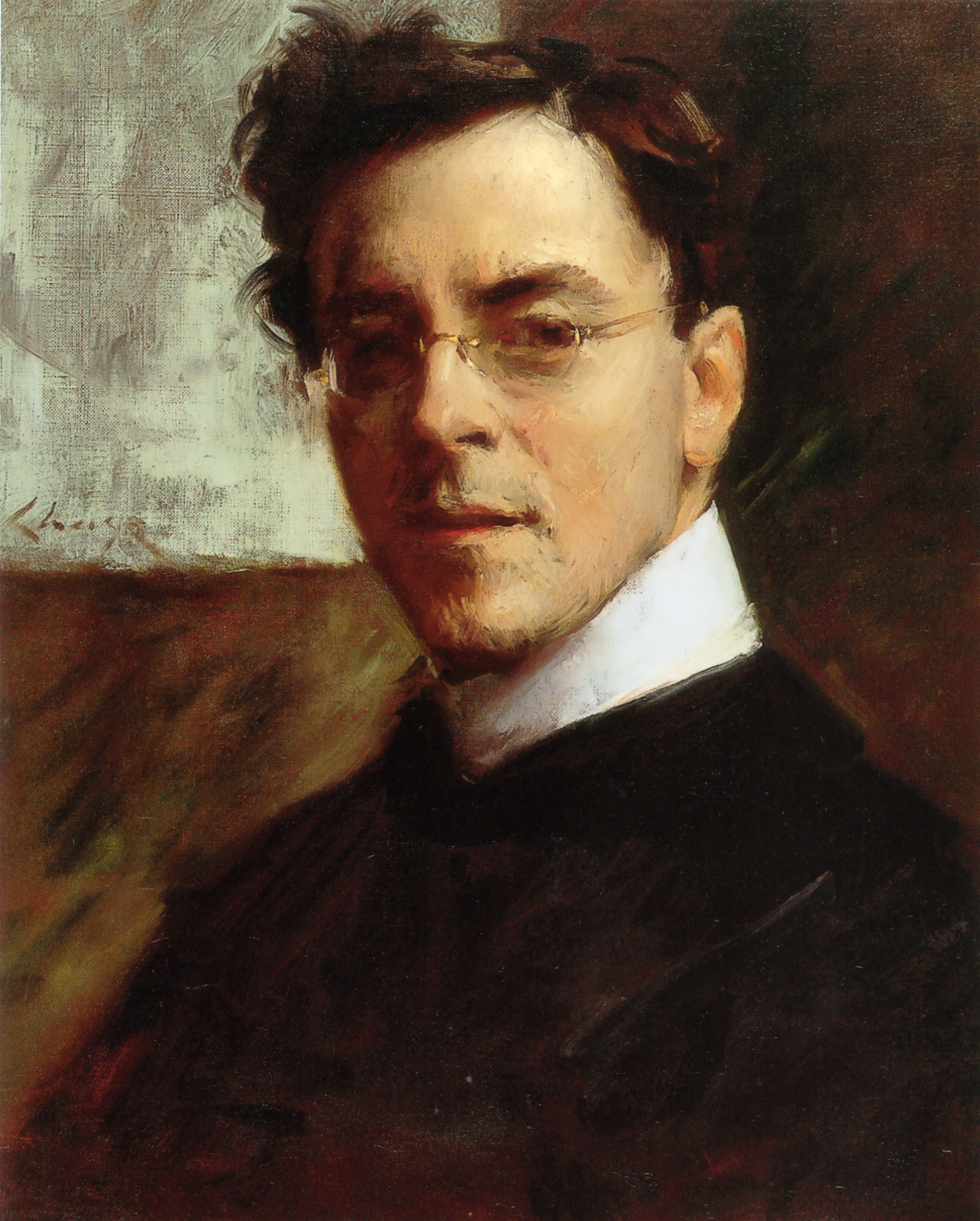
Portrait du peintre réalisé par William Merritt Chase, sans date
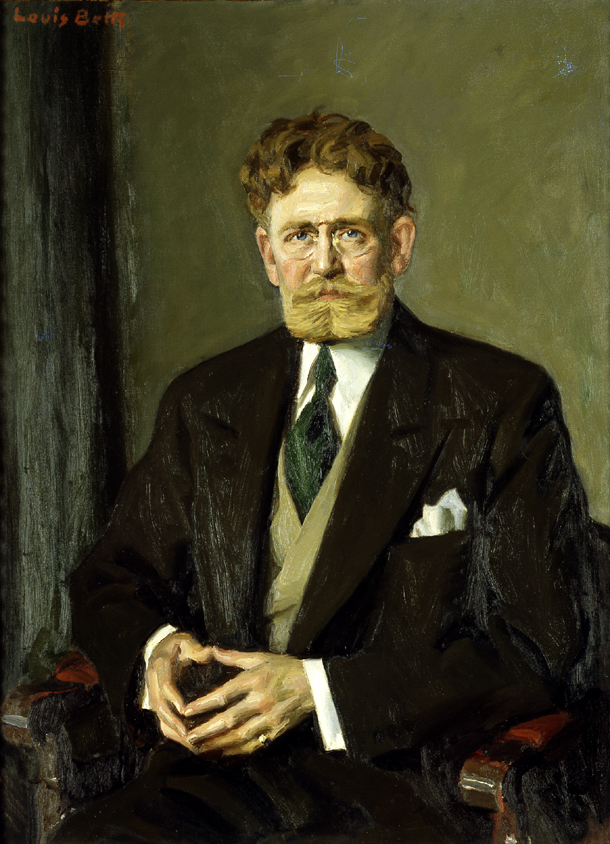
Portrait de James Hamilton Lewis, sans date